# Луї Он
Луї Он (фр. Louis Hon, 11 вересня 1924, Куш — 5 січня 2008, Сен-Рафаел) — французький футболіст, що грав на позиції захисника. По завершенні ігрової кар'єри — тренер.
Виступав, зокрема, за клуби «Стад Франсе» та «Реал Мадрид», а також національну збірну Франції. Як тренер очолював низку французьких та іспанських клубів.

## Клубна кар'єра
Розпочав грати у футбол під час Другої світової війни у клубах «Монтелімар» та «Сен-Мор». 1946 року потрапив у клуб вищого французького дивізіону «Стад Франсе», де став виступати під керівництвом легендарного Еленіо Еррери. В паризькій команді провів чотири сезони, два останніх вона мала назву «Стад Франсе-Ред Стар» і була спільною з іншим паризьким клубом «Ред Стар».
Своєю грою за цю команду Он привернув увагу представників тренерського штабу іспанського клубу «Реал Мадрид», до складу якого приєднався 1950 року, ставши першим професійним французьким футболістом у «Реалі», за шість років до Раймона Копа. Відіграв за королівський клуб наступні три сезони своєї ігрової кар'єри.
1953 року повернувся до клубу «Стад Франсе», за який відіграв 3 сезони. Завершив професійну кар'єру футболіста виступами за команду «Стад Франсе» у 1956 році.

## Виступи за збірну
У листопаді 1947 року дебютував в офіційних матчах у складі національної збірної Франції. Після того як Франція програла Югославії 2:3 у вирішальному матчі відбору до чемпіонату світу в 1950 році і не вийшла на мундіаль, він закінчив свою кар'єру у збірній. Протягом кар'єри у національній команді, яка тривала 3 роки, провів у формі головної команди країни 12 матчів.

## Кар'єра тренера
Розпочав тренерську кар'єру невдовзі по завершенні кар'єри гравця, 1957 року, очоливши тренерський штаб клубу «Реал Хаен». У 1958 році, після вильоту з Прімери, він покинув клуб.
1959 року став головним тренером команди «Расінг», з яким у свою чергу в 1960 році він вийшов з командою з Сегунди в Прімеру.
Згодом протягом 1961 року очолював тренерський штаб клубу «Сельта Віго», але того ж року очолив дубль мадридського «Реалу».
1964 року прийняв пропозицію попрацювати у клубі «Реал Бетіс». Залишив клуб з Севільї 1965 року і став головним тренером команди «Реал Сарагоса».
1966 року повернувся на батьківщину і був запрошений керівництвом клубу «Ліон» очолити його команду, з якою пропрацював до 1968 року. З ліонською командою він здобув свій єдиний трофей — Кубок Франції у 1967 році.
1968 року очолив «Анже», яке вивів з Ліги 2 у Лігу 1, а 1970 і по 1971 рік очолював тренерський штаб команди «Аяччо».
У 1971–1972 роках тренував нижчоліговий «Олімпік» (Авіньйон), а 1972 року став головним тренером «Парижа». Тренував столичну команду один рік, після чого повернувся в «Аяччо».
Останнім місцем тренерської роботи був клуб «Лор'ян», головним тренером команди якого Луї Он був з 1976 по 1978 рік.
Помер 5 січня 2008 року на 84-му році життя у місті Сен-Рафаел.

## Титули і досягнення

### Як тренера
- Володар Кубка Франції (1):

«Ліон»: 1966–67